# Timòcaris
Timòcaris (en llatí Timocharis, en grec antic Τιμόχαρις) fou un escultor grec nascut a Eleuterna a Creta.
El seu nom es coneix per una inscripció trobada a Astipàlea, que indica que era l'autor d'una estàtua que havia dedicat a Asclepi un cert Arquimènid fill d'Aritmi. L'estil de les lletres de la inscripció és del temps de la dominació romana a Creta. El nom també apareix a una altra inscripció a Lindos ( Rodes) com a autor d'una estàtua de Niasidam, sacerdot d'Atena Líndia, i en una altra inscripció també a Rodes, com a autor d'una estàtua d'un cert Xenofant.